# Afer Fouad Mourtada
Fouad Mourtada (àrab: فؤاد مرتضى, Fuʾād Murtaḍà) és un jove enginyer marroquí de 26 anys que va ser condemnat per un tribunal de Casablanca a tres anys de presó per la creació d'un facebook de la pàgina príncep Moulay Rachid, el germà del rei del Marroc. Va ser condemnat el 23 de febrer de 2008 per "pràctiques vils vinculades al presumpte robatori" de la identitat del príncep. Fouad inicialment va ser condemnat a tres anys de presó i una multa de 10.000 dirhams, però després de mostres públiques de suport va ser indultat després de menys de 45 dies de presó.

## Els fets
Segons Maghreb Arabe Presse, "els membres de la família reial no tenen ni llocs web ni blocs, i l'única forma oficial per obtenir informació sobre ells és a través del portal de l'Agència de Premsa del Magrib Àrab (MAP-nacional)".
Segons el web Help Free Fouad, el dimarts 5 de febrer, una setmana després de la seva desaparició i empresonament per la policia marroquina la família de Fouad va poder visitar-lo el dimarts 12 de febrer a la tarda a la presó Oukacha a Casablanca, Marroc. Fouad havia declarat que fou embarcat, amb els ulls embenats, interrogat, perseguit, colpejat, bufetejat, escopit, tancat durant hores amb una eina al cap i a les cames fins que va perdre el coneixement diverses vegades i va perdre la noció del temps.
En relació amb el compte de facebook, Fouad va indicar que va crear el compte (pel príncep) el 15 de gener de 2008. Es va mantenir en la línia uns pocs dies abans que algú la tanqués. En la seva defensa, Fouad porta a col·lació el fet que hi ha molts perfils de celebritats a facebook i que no hi havia cap intenció maliciosa per part seva, que admirava el príncep i que havia creat el perfil per diversió.
Segons l'advocat de Fouad, Ali Ammar, es podia enfrontar a 5 anys de presó "per haver fet el que milers de persones a tot el món fan tots els dies: crear un perfil d'una celebritat o una estrella al facebook".
El 19 de febrer, un grup d'influents blocs marroquins estaven 'en vaga', en protesta per la detenció de Fouad.
El 23 de febrer Fouad Mourtada va ser condemnat a tres anys de presó per la suposada creació del fals perfil a facebook i una multa de 10.000 dirhams.
A la tarda del 18 de març de 2008, Fouad va ser posat en llibertat per un indult reial després de passar 43 dies a la presó.